# Маклаковский сельсовет (Нижегородская область)
Маклаковский сельсовет — муниципальное образование (сельское поселение) в составе Спасского района Нижегородской области.
Административный центр — село Татарское Маклаково.

## История
Сельское поселение Маклаковский сельсовет образовано Законом Нижегородской области от 28 августа 2009 года № 154-З в результате объединения сельских поселений Татаро-Маклаковский сельсовет и Русско-Маклаковский сельсовет. 

## Население
| 2002 | 2010  | 2012  | 2013  | 2014  | 2015  | 2016  |
| ---- | ----- | ----- | ----- | ----- | ----- | ----- |
| 1933 | ↘1302 | ↘1245 | ↘1177 | ↘1124 | ↘1050 | ↘1011 |
| 2017 | 2018  | 2019  | 2020  | 2021  |       |       |
| ↘976 | ↘923  | ↘867  | ↘843  | ↗1110 |       |       |

## Состав сельского поселения
| № | Населённый пункт    | Тип населённого пункта       | Население |
| - | ------------------- | ---------------------------- | --------- |
| 1 | Высоково            | деревня                      | ↘0        |
| 2 | Ключищи             | село                         | ↘7        |
| 3 | Русское Маклаково   | село                         | ↘236      |
| 4 | Татарское Маклаково | село, административный центр | ↘1059     |
| 5 | Яблонка             | деревня                      | ↘0        |